# Original video animation
Original video animation (jap. オリジナル・ビデオ・アニメーション Orijinaru bideo animēshon), w skrócie OVA (jap. オーブイエー or オーヴィーエー ōbuiē lub ōvīē) – anime wydane bezpośrednio na rynek video, z pominięciem dystrybucji kinowej i telewizyjnej. Obecnie pojawiają się głównie na DVD, kiedyś pojawiały się na LD i VHS.
Typowa seria OVA składa się z 6 odcinków po ok. 30 min. każdy, jednak dość często można się spotkać z inną liczbą odcinków. Podobnie ich długość może być różna. Poszczególne odcinki zazwyczaj nie pojawiają się wszystkie naraz, a co pewien czas pojawia się nowy nośnik z kolejnym odcinkiem.
Produkcje OVA zazwyczaj swoim poziomem artystycznym przewyższają seriale telewizyjne i filmy pełnometrażowe, tym ostatnim zazwyczaj ustępują tylko jakością samej animacji. Dzieje się tak z kilku powodów. Nie trzeba sztucznie przedłużać scenariusza, aby rozciągnąć serię do 13 albo 26 odcinków. Nie trzeba też za wszelką cenę dotrzymywać terminów i można dopracować wiele aspektów. Specyfika rynku video pozwala też na większą swobodę, przez co serie OVA mają możliwość używania dowolnej ilości brutalności i treści erotycznych.